# Državni tajnik Sjedinjenih Američkih Država
Državni tajnik Sjedinjenih Američkih Država (amer. eng. United States Secretary of State) osoba je koja vodi Državno tajništvo Sjedinjenih Američkih Država. Uz predsjednika i dopredsjednika, državni tajnik je treća najviša politička dužnost koju neka osoba može obnašati u američkom političkom sustavu.[nedostaje izvor] Osim predsjedanja Državnim tajništvom i njegova vođenja, u nadležnosti državnog tajnika nalaze se vanjski poslovi i diplomacija te razvoj i održavanje prijateljskih međudržavnih odnosa.
Ministar je osoba s najviše ovlasti u američkoj vladi i jedan od ključnih članova Predsjedničkog savjeta. Njegova dužnost odgovara dužnosti ministra vanjskih poslova u europskim zemljama. Državnog tajnika predlaže Predsjednik Sjedinjenih Američkih Država, kojeg Senat Sjedinjenih Američkih Država može, ali i ne mora potvrditi. U Državnom tajništvu ima najvišu ulogu, zajedno s ministrom financija, ministrom obrane i vrhovnim odvjetnikom Sjedinjenih Država. Budući da se dužnost državnog tajnika ubraja u najviše političke dužnosti u državi, plaća državnog tajnika iznosi oko 205 000 američkih dolara godišnje.
U ranoj američkoj povijesti dužnost se smatrala prethodnicom samoga predsjedničkoga ili potpredsjedničkoga mandata, zbog čega su brojni državni tajnici kasnije postali i predsjednici Sjedinjenih Država. Među njima se ističu Thomas Jefferson, ujedno i prvi državni tajnik SAD-a, James Madison, James Monroe, John Quincy Adams, Martin Van Buren i James Buchanan.
Ministar obnaša sve dužnosti propisane pravilnikom i poslovnikom Ministarstva (Državnog tajništva). Između ostalog, on je čuvar velikog pečata Sjedinjenih Američkih Država, jedan od glasnogovornika, savjetnika i diplomata Bijele kuće, i glavni nadglednik i obnašatelj njezinih protokolarnih dužnosti. Kao glasnogovornik Bijele kuće i američke diplomacije dužan je redovito obavještavati javnost o njezinom radu i komentirati političke i diplomatske poteze u svijetu koji se tiču Sjedinjenih Država. Osim diplomatske i vanjsko-političke, državni tajnik ima i savjetodavnu dužnost prema američkom predsjedniku, koja je propisana Ustavom.

## Vanjske poveznice
- Djelokrug na stranicama Ministarstva (engl.)
- Ustroj (engl.)
- Ured za povijesna pitanja Ministarstva (engl.)